# Xentrix
Xentrix (prononciado como "Zen-tricks") es una banda británica de thrash metal formada en el año 1985, bajo el nombre Sweet Vengeance y es conocida por haber realizado una versión de la canción «Ghostbusters» de Ray Parker, Jr..

## Historia

### Inicios
En 1985, la banda se originó con el nombre de Sweet Vengeance en la ciudad de Preston, Lancashire, Reino Unido y estaba conformada por el vocalista y guitarrista Chris Astley, el guitarrista Kristian Havard, el bajista Paul MacKenzie y el baterista Dennis Gasser.  En el año 1988 se cambian el nombre al actual e iniciaron su carrera tocando cóvers de Metallica y poco a poco empezaron a ganar fama. Su primera producción fue el demo Hunger for... Fledgling publicado en 1988, el cual, sorpresivamente, obtuvo una calificación de cinco estrellas por parte de la revista Kerrang!. Esto atrajo la atención de la discográfica Roadrunner Records y Xentrix firmó contrato con dicha compañía.

### Primeras producciones:Shattering Existence, «Ghostbusters» yFor Whose Adventage?
Ya con Roadrunner Records, Xentrix lanzó en 1989 su primer álbum de estudio: Shattering Existence.  Para promocionar el disco, el grupo hizo una gira junto a la agrupación inglesa de thrash metal Sabbat.
Un año después de la publicación de Shattering Existence, Xentrix lanzó un sencillo que resultó un tanto controversial llamado «Ghostbusters», que enlistaba una versión del tema de la película Ghostbusters de 1984, compuesto por Ray Parker, Jr.
Poco después del lanzamiento de «Ghost Buster», la banda se embarcó en un tour en la cual abrieron al grupo estadounidense Testament. Un año más tarde grabarían For Whose Advantage?, su segundo álbum de estudio.

### El EPDilute to Taste
Después de publicar el álbum For Whose Advantage?, en 1991 sacaron al mercado Dilute to Taste, un EP. Este disco contenía dos temas de la banda en directo. Tiempo después, Xentrix realizó una gira por todo el Reino Unido, participando en el Hammersmith, siendo teloneros esta vez de la banda brasileña de thrash metal Sepultura.

### Inicio del declive:KinyScourge
Xentrix decidió tomar un rumbo musical diferente y eso se notó en el EP de 1992 Kin,  que sonaba a un estilo más progresivo que a thrash metal. Para muchos, esto fue el error más grave que cometió la banda, pues comenzaron a recibir duras críticas. El canal MTV realizó y transmitió un vídeo musical del tema principal del EP, «Order of Chaos». Meses más tarde, Xentrix efectuó una gira con Tankard, una banda alemana de thrash metal. Esta gira sería la última en la que el vocalista y guitarrista Chris Astley participaría, pues después de grabar unos demos y unas canciones para su próxima producción, Astley dejaría la banda en 1995.
Sin Astley en la voz, la banda se separó por un tiempo. En 1996, se reunieron los antiguos miembros del grupo junto a Simon Gordon y Andy Rudd, cantante y guitarrista respectivamente. Con esta alineación grabaron y lanzaron en el mismo año el cuarto y último álbum de estudio del grupo: Scourge. Poco después de la publicación de este disco, la banda de desintegró de nuevo.

### Reunión en el 2006 y tercera separación
La agrupación se reunió brevemente en 2006, esta vez con los integrantes originales para tocar un cierto número de fechas en la Gran Bretaña, una de ellas junto a las banda Onslaught y Evile. En septiembre del mismo año el grupo anunció la separación de Xentrix y que no tenían intención alguna de volver.

### 2017 - presente
El 4 de febrero de 2013, Evile anunció en su página de Facebook que tocarían junto a Xentrix y Kreator en una gira de tres a finales de abril.  Además, once días después, Xentrix comunicó que es encontraban trabajando en nuevo material para un próximo disco. El 8 de agosto de 2013, Xentrix se presentó en el Open Air Festival.
El 14 de julio de 2017, se anunció que de Chris Astley se alejó de Xentrix una vez más y lo  reemplazo Jay Walsh.

## Miembros

### Alineación actual
- Chris Astley — voz, 1985-1995, 2006, 2013-
- Kristian Havard — guitarra, 1985-1997, 2006, 2013-
- Chris Shires — bajo, 2013-
- Dennis Glasser — batería, 1985-1997, 2006, 2013-

### Antiguos miembros
- Dacaw Hough — voz, 1985
- Sean Owens — voz, 1985
- John Brennan — voz, 1985
- Peter Hiller — bajo, 1985
- Paul MacKenzie — bajo, 1985-1997, 2006, 2013-
- Dave Catchpole — batería, 1986
- Mel Gasser — bajo, 1987
- Carl Arnfield — teclados, 1992
- Simon Gordon — voz, 1995-1997
- Andy Rudd — guitarra, 1995-1997

## Discografía

### Álbumes
- 1989: Shattered Existence
- 1990: For Whose Advantage?
- 1991: Dilute to Taste (EP)
- 1992: Kin
- 1994: Demo
- 1996: Scourge
- 2019: Bury the Pain
- 2022: Seven Words

### Sencillos
- 1990: «Ghost Buster»
- 1992: «Order of Chaos»